# Mise en examen
Pour un article plus général, voir Inculpation.
En France, la mise en examen (terme juridique remplaçant inculpation depuis 1993) est une compétence exclusive du juge d'instruction (et du juge des enfants dans certains cas). Elle vise la personne contre laquelle il existe des indices graves ou concordants rendant vraisemblable qu'elle ait pu participer, comme auteur ou complice, à la commission d'une infraction (article 80-1 du Code de procédure pénale). Si tel n'est pas le cas, une personne peut être placée sous le statut de témoin assisté.

## Procédure
Avant la mise en examen, il faut que la personne visée comparaisse en présence de son avocat lors d'une première comparution, ou en tant que témoin assisté, de manière qu'elle soit entendue et puisse s'exprimer sur les infractions qui lui sont reprochées. Cette audition a été mise en place par la loi française du 15 juin 2000 sur la présomption d'innocence afin d'éviter notamment que la personne concernée n'apprenne sa mise en examen par d'autres biais dans certaines affaires médiatiques. La convocation aux fins de première comparution peut parvenir à la personne soit par lettre recommandée, soit par le biais d'un officier de police judiciaire (OPJ) (article 116 du code de procédure pénale). Le délai entre la convocation et la comparution ne peut être compris qu'entre dix jours et deux mois (article 80-2 du code de procédure pénale). En outre, la lettre doit spécifier que la mise en examen ne pourra intervenir qu'après la comparution.
À l'issue de la première comparution, le juge peut décider de mettre en examen ou non. Dans ce second cas, il peut placer la personne sous le statut de témoin assisté.
Une fois la mise en examen décidée :
- la personne mise en examen doit être informée de ses droits par le juge d'instruction si cela n'a pas été fait auparavant (droit de choisir un avocat ou de s'en faire désigner un, droit de se taire, etc.) ;
- son avocat doit pouvoir accéder au dossier d'instruction et communiquer librement avec elle ;
- la personne mise en examen ne peut être interrogée ou mise en confrontation, sans avoir pris contact avec son avocat et organisé sa défense, sauf cas particulier comme le risque de disparition d'un témoin.

Le juge peut décider de mettre en œuvre des mesures contraignantes telles qu'un contrôle judiciaire ou une détention provisoire.

## Garanties
Certaines garanties sont données au mis en examen :
- il ne peut être interrogé que par un magistrat ;
- les déclarations n'étant pas faites sous serment, certains mis en examen pourraient y trouver une facilité à mentir durant les interrogatoires ;
- il peut saisir le juge d'instruction pour lui demander de procéder à son interrogatoire, à l'audition d'un témoin, à une confrontation, à la production d'une pièce utile à l'information, à un examen médical, par écrit motivé. En cas de refus, le juge doit émettre une ordonnance motivée, dans un délai d'un mois et celle-ci est susceptible d'appel ;
- il peut demander à être entendu par le juge s'il ne l'a pas été durant une période excédant quatre mois, le juge étant forcé de l'entendre dans un délai de trente jours suivant la réception de cette demande ;
- si le délai prévisible de l'instruction est inférieur à un an (dix-huit mois en matière criminelle), le juge doit en informer le mis en examen afin qu'il puisse demander la clôture de la procédure à l'expiration de celui-ci. La demande de clôture peut aussi avoir lieu si aucun acte d'instruction n'a été accompli pendant un délai de plus de quatre mois. Le juge doit répondre dans le délai d'un mois. À défaut de réponse du juge d'instruction, le mis en examen peut saisir le président de la chambre de l'instruction qui, quant à lui, saisit s'il le juge nécessaire la chambre de l'instruction ; s'il ne le juge pas nécessaire, il renvoie le dossier au juge d'instruction afin que celui-ci poursuive son instruction. En cas de saisie de celle-ci, une décision est prise qui peut être soit :
  - le renvoi devant la juridiction de jugement ou la mise en accusation devant la cour d'assises,
  - clore l'instruction,
  - renvoyer le dossier au juge d'instruction chargé du dossier ou à un autre afin que celui-ci poursuive l'instruction.

### Droit à l'assistance d'un avocat
L'article 114 alinéa 2 du code de procédure pénale dispose qu'une partie ne peut être entendue sans l'assistance d'un avocat que si elle y renonce expressément. L'avocat doit être convoqué au moins cinq jours ouvrables avant l'audition. Si l'avocat a été convoqué mais qu'il ne vient pas, on ne remet pas en cause l'audition. Ce droit doit être un droit effectif. Cette effectivité passe par le fait que le juge doit informer l'avocat.
L'article 114 alinéa 3 du code de procédure pénale dispose que l'on doit communiquer la procédure à l'avocat. En théorie, l'avocat doit avoir accès aux informations tout au long de l'instruction sous réserve des exigences du fonctionnement du cabinet d'instruction. Il doit être informé de toutes les ordonnances (article 183 alinéa 4 du code de procédure pénale).

### Droit de participer à l'instruction
La participation à l'instruction peut se faire de plusieurs façons :
- l'article 120 du code de procédure pénale prévoit que l'intéressé peut toujours présenter des observations ;
- il peut également poser des questions.

On prévoit aussi des pouvoirs plus précis :
- la personne mise en examen a le droit de faire des observations sur le déroulement des expertises. Elle peut contester l'expertise ;
- la personne a le droit de contester certaines investigations (article 81 alinéas 8 et 9 du code de procédure pénale). On peut provoquer la recherche de nouvelles preuves. Si elle n'a pas comparu depuis plus de quatre mois, elle peut exiger d'être entendue dans un délai de trente jours (article 82-3 alinéa 3).

## Condition de durée
La durée de l'instruction, donc de la mise en examen, ne peut excéder un délai raisonnable, celui-ci est évalué en fonction de la gravité des faits reprochés et de la peine encourue, ainsi que de la complexité des investigations. La durée maximale est de 2 ans, mais le juge d'instruction peut la prolonger de six mois en six mois par une ordonnance motivée.
La personne mise en examen peut demander l'annulation de sa mise en examen dans les six mois de sa première comparution. La loi du 5 mars 2007 donne la possibilité à cette personne, sous certaines conditions, de demander au juge d'instruction de revenir sur sa décision et de lui octroyer le statut de témoin assisté. Le juge d'instruction statue sur cette demande après avoir sollicité les réquisitions du Ministère public.